# I Am Woman
I Am Woman és una pel·lícula biogràfica australiana del 2019 sobre la cantant Helen Reddy, dirigida i produïda per Unjoo Moon, a partir d'un guió d'Emma Jensen. Tilda Cobham-Hervey encarna Reddy; Evan Peters, el seu marit i mànager Jeff Wald, i Danielle Macdonald, la periodista especialista en rock Lilian Roxon. S'ha doblat i subtitulat al català.

## Sinopsi
La pel·lícula s'obre amb l'arribada de Reddy, de 24 anys, a Nova York el 1966 amb la seva filla de tres anys, una maleta i només 230 dòlars dels Estats Units. En cinc anys es converteix en una de les superestrelles més grans del seu temps, amb vuit senzills número u als EUA i el seu propi programa de televisió d'una hora de durada, i en una icona del moviment feminista, que va adoptar la seva cançó com a himne. La pel·lícula segueix les seves difícils relacions amb Roxon, autora de l'influent Lillian Roxon's Rock Encyclopedia, i el seu mànager i alhora marit Wald, que també porta artistes com Sylvester Stallone, Donna Summer, Deep Purple i Tiny Tim.

## Repartiment
- Tilda Cobham-Hervey com a Helen Reddy
- Evan Peters com a Jeff Wald
- Danielle Macdonald com a Lilian Roxon
- Molly Broadstock com a Traci
  - Coco Greenstone com a Traci de jove
- Chris Parnell com a Artie Mogull
- Jordan Raskopoulos com a George Sylvia
- Matty Cardarople com a Roy Meyer
- Liam Douglas com a Jordan
- Chelsea Cullen com a veu cantant de Helen Reddy